# Brendan Croker
Brandan Croker (ur. 15 sierpnia 1953 w Bradford, zm. 10 września 2023 w New Jersey) – brytyjski piosenkarz i gitarzysta bluesowy. Współpracował między innymi z grupą Dire Straits i Markiem Knopflerem, był członkiem efemerycznej grupy Notting Hillbillies.